# Забуковаць
45°05′ пн. ш. 14°55′ сх. д. / 45.08° пн. ш. 14.92° сх. д.
Забуковаць (хорв. Zabukovac) — населений пункт у Хорватії, у Приморсько-Горанській жупанії у складі міста Новий Винодольський.

## Населення
Населення за даними перепису 2011 року становило 0 осіб.
Динаміка чисельності населення поселення:

## Клімат
Середня річна температура становить 7,02 °C, середня максимальна – 19,39 °C, а середня мінімальна – -5,67 °C. Середня річна кількість опадів – 1596 мм.
| Клімат поселення                              | Клімат поселення | Клімат поселення | Клімат поселення | Клімат поселення | Клімат поселення | Клімат поселення | Клімат поселення | Клімат поселення | Клімат поселення | Клімат поселення | Клімат поселення | Клімат поселення | Клімат поселення |
| Показник                                      | Січ.             | Лют.             | Бер.             | Квіт.            | Трав.            | Черв.            | Лип.             | Серп.            | Вер.             | Жовт.            | Лист.            | Груд.            |                  |
| Середній максимум, °C                         | 4,30             | 4,49             | 6,52             | 10,31            | 15,11            | 18,69            | 19,39            | 19,28            | 15,36            | 11,43            | 6,56             | 3,75             |                  |
| Середня температура, °C                       | −0,68            | −0,5             | 1,54             | 5,32             | 10,10            | 13,70            | 15,89            | 15,78            | 11,86            | 7,94             | 3,06             | 0,24             |                  |
| Середній мінімум, °C                          | −5,67            | −5,5             | −3,46            | 0,34             | 5,12             | 8,71             | 12,39            | 12,28            | 8,36             | 4,44             | −0,44            | −3,26            |                  |
| Норма опадів, мм                              | 108              | 110              | 123              | 137              | 118              | 129              | 88               | 110              | 147              | 179              | 195              | 152              |                  |
| Середньомісячна швидкість вітру, м/с          | 4.03             | 4.14             | 4.05             | 3.68             | 3.38             | 3.20             | 3.05             | 3.10             | 3.40             | 3.82             | 4.26             | 4.39             |                  |
| Середньомісячна сонячна радіація, кДж/м²·день | 4420             | 7169             | 10401            | 14821            | 18942            | 20512            | 22136            | 18719            | 13800            | 8968             | 4780             | 3681             |                  |
| --------------------------------------------- | ---------------- | ---------------- | ---------------- | ---------------- | ---------------- | ---------------- | ---------------- | ---------------- | ---------------- | ---------------- | ---------------- | ---------------- | ---------------- |
| Джерело:                                      |                  |                  |                  |                  |                  |                  |                  |                  |                  |                  |                  |                  |                  |